# 토템과 터부

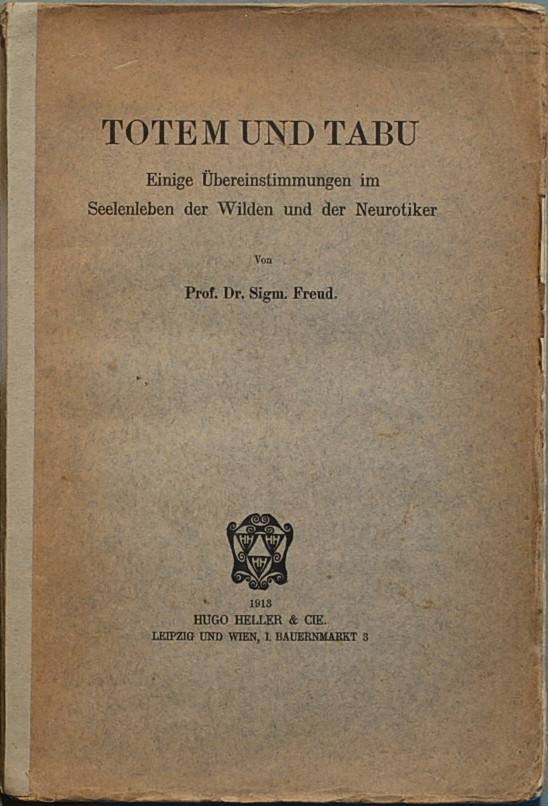
토템과 터부 초판 (1913년)

《토템과 터부》(독일어: Totem und Tabu)는 지그문트 프로이트가 1913년에 쓴 정신분석학 저서이다.

## 작품 소개
이 책은 ≪꿈의 해석≫(1900)과 ≪정신분석학 입문 강의≫(1916∼1917) 사이에 자리 잡는 가장 중요한 저술이면서 ≪정신분석학 입문 강의≫의 내용을 예견하게 할 뿐만 아니라 프로이트의 사회인류학과 아울러 사회심리학에 대한 지대한 관심을 보여주는 빼어난 작품이기도 하다. 이 책은 1912년부터 1913년까지 프로이트가 편집인으로 있었던 잡지 ＜이마고＞에 네 차례에 걸쳐서 발표한 논문을 묶은 것이다. ≪토템과 터부≫는 모두 4부로 구성되어 있으며 각각은 ＜이마고＞에 발표된 논문 그대로다.
토템은 씨족 전체와 아주 특별한 관계를 맺고 있다. 토템은 먹을 수 있는 짐승일 수도 있고 해롭거나 이로운 동물일 수도 있으며 때로는 식물일 수도 있다. 토템을 소유한 씨족 구성원들 사이에서는 근친상간이 금지되어 있어서 족외혼이 성립한다. 프로이트는 원시사회에서 같은 종족 안의 근친상간이 금지된 이유는 생물학적 근거가 아니라 사회학적 근거에 있다고 본다. 서로 다른 종족 사이에서 성이 교환됨으로써 문화 왕래가 이루어지고 의사소통의 길이 열린다. 매년 씨족 구성원들은 한 번씩 토템 짐승을 죽여서 그것을 먹는 의식을 거행했다. 원시인들은 힘센 가장들과 그들의 여자들로 구성되는 작은 집단 사회에서 매일을 보냈다. 남자아이들은 일단 성인이 되면 여자를 얻기 위해서 늙은 아버지를 살해하고 심한 경우에는 아버지를 먹어치우기까지 했다. 그러나 사람들은 끔찍한 근원적 성적 범죄에 대해서 깊은 죄책감을 느끼게 되었다. 그래서 근친상간과 살인을 금지하는 토템법에 해당하는 터부(금기)가 자연히 성립하게 되었다.
프로이트는 성적 충동의 원천적 억압을 일컬어 오이디푸스 콤플렉스라고 불렀다. 오이디푸스 콤플렉스는 이미 인간의 문화, 종교, 예술, 정치, 사회의 시초에 깊이 뿌리내리고 있는 것이다. 토템은 터부(금기)를 동반한다. 프로이트는 미개인들의 터부를 강박 신경증과 유사한 것으로 본다. 터부와 강박 신경증은 모두 외부의 권위에 의해서 금지된 것이다. 프로이트의 분석에 의하면 터부는 적에게 결합된 것, 추장(지도자)에게 결합된 것, 그리고 죽은 자에게 결합된 것 등 세 종류가 있다. 프로이트는 더 나아가서 적과 연관된 터부 사용의 네 종류를 말하는데, 그것들은 살해당한 적과의 화해, 제한된 터부, 살인자의 속죄와 정화, 의식적 계획 등이다. 특히 흥미로운 것은 원시인들의 지배자에 대한 관계가 바로 아이의 아버지에 대한 관계와 여러 면에서 흡사하다는 것이다. 이러한 해석은 오이디푸스 콤플렉스를 염두에 둔 것이다.

## 서지 정보
- 종교의 기원, 이윤기 역, 열린책들 ISBN 978-89-329-0521-1
- 강영계 역, 2009년, 지식을만드는지식 ISBN 978-89-8499-780-6